# Sam Baird
Pour les articles homonymes, voir Baird.
Sam Baird, surnommé «The Blade », est un joueur de snooker de nationalité anglaise né à Uffculme le 17 juin 1988. Il participe à deux reprises au championnat du monde de snooker et atteint deux fois les quarts de finale d'un tournoi comptant pour le classement mondial. Il obtient son meilleur classement en 2016 en étant 43e rang mondial.

## Carrière
Devenu professionnel en 2009, Sam Baird se qualifie pour l'Open du pays de Galles en 2012, battant notamment Dominic Dale 4-2 en qualifications. Au premier tour, il passe à deux doigts d'éliminer le no 1 mondial Mark Selby, s'inclinant sur le score de 4-3 après avoir mené 3-2. En 2012, il se qualifie également pour l'Open mondial en battant Mark Davis au dernier tour de qualification. Terminant la saison 2011-2012 à la 76e place du classement mondial, Sam Baird dispute le tournoi de la Q School pour renouveler sa place sur le circuit.
Baird parvient à se qualifier pour le championnat du monde de snooker 2013, il s'agit de sa première participation au Crucible Theatre. Il est battu d'entrée par son compatriote Stuart Bingham. Baird se révèle sur le circuit mineur européen en atteignant les demi-finales de l'Open de Gdynia en 2014. Il réussit de nouveau cette performance en 2015 à l'occasion de l'Open de Bulgarie après s'être imposé sur Judd Trump en quarts de finale sur le score de 4 manches à 1.
Au cours de la saison 2013-2014, Baird connait encore une fois de très bons résultats sur les épreuves du championnat du circuit des joueurs qui semblent bien lui réussir. Huitième de finaliste par cinq fois, il aligne également les quarts de finale de la Coupe Kay Suzanne et les demi-finales de l'Open de Gdynia. Ces résultats positifs lui permettent de prendre la 11e place du classement de l'ordre du mérite, et par la même occasion de se qualifier pour la première fois à l'épreuve finale qui rapporte un plus grand nombre de points au classement que les épreuves classiques. Il ne remporte toutefois qu'un seul match lors des tournois classés cette saison lors de l'Open du pays de Galles, battant Robbie Williams avant d'être défait par le tenant du titre Stephen Maguire. Terminant la saison à la 67e place mondiale, juste en dehors du top 64, il n'est pas qualifié pour la saison suivante. Néanmoins, Baird est sauvé par ses excellents résultats sur le circuit européen qui lui valent d'être retenu sur le circuit professionnel pour deux ans.
Lors de la saison suivante, Baird multiplie les apparitions dans les tournois de classement, disputant au total cinq tableaux finaux sur ce type de tournoi, un nombre qu'il n'avait jamais acquis auparavant. Battu par Michael Holt au deuxième tour du Classique de Wuxi en début de saison, Baird prend sa revanche sur ce dernier aux qualifications du championnat international puis se hisse jusqu'en huitièmes de finale du tournoi pour la deuxième fois de sa carrière, où il mène 4-3 face à Mark Williams avant de céder les quatre dernières manches, et donc le match. Au deuxième tour de qualification du championnat du monde, alors opposé à Adam Duffy, Baird manque la dernière bille rose alors qu'il était en course pour un break de 147 puis perd le match.
Son médiocre début de saison 2015-2016 cesse quand il s'impose sans laisser de manche face à Rory McLeod, Zhang Anda et Chris Melling à l'Open de Bulgarie, et bat ensuite Jimmy Robertson 4-3 et Judd Trump 4-1 pour atteindre les demi-finales d'un tournoi pour la deuxième fois. Il y est défait 4-2 par Ryan Day. En fin de saison, il se qualifie pour l'Open de Chine et mène 2-0 contre Stuart Bingham avant de concéder 547 points sans pouvoir réagir, un record dans un tournoi classé, et finit par perdre 5-3. Baird se qualifie pour les phases finales du championnat du monde pour la deuxième fois (la première en trois ans) grâce à des victoires sur Thor Chuan Leong, Tom Ford et Liam Highfield. Au premier tour, Baird obtient sa première victoire au Crucible en défaisant la tête de série no 15 Michael White 10-7, réalisant deux century breaks en cours de route. Il remporte quatre manches de suite pour revenir à 11-11 au deuxième tour contre Mark Selby, mais Selby se ressaisit pour l'éliminer 13-11.
Baird renouvelle son statut professionnel grâce à ses performances dans la Q School 2018 et atteint plus tard dans la saison son premier quart de finale dans un tournoi classé, à l'Open d'Écosse. Il est finalement battu par l'Anglais Shaun Murphy, adversaire qu'il avait battu quelques semaines plus tôt sur le score écrasant de 6-0 lors des qualifications pour le championnat international. 
En 2019, Baird est de nouveau quart de finaliste dans un tournoi classé au Snooker Shoot-Out.